# توتا، بویاکا
توتا، بویاکا (به اسپانیایی: Tuta, Boyacá) یک سکونتگاه مسکونی در کلمبیا است که در Central Boyacá Province واقع شده‌است.